# Flamencogitár
A flamencogitár a klasszikus gitárnak az a változata, amelyen flamenco éneket és táncot kísérnek, flamenco zenét játszanak. Felépítésében, főbb méreteiben megegyezik a klasszikus koncertgitárral, de rendszerint annál könnyebb építésű, kisebb kávaszélességű, húrlába alacsonyabb, húrnyomása, vagyis a húroknak a fogólap síkja fölötti magassága kisebb. Hátának, oldalainak anyaga hagyományosan a világos színű, könnyű ciprusfa. Feltűnő ismertető jegye, hogy a flamenco zene sajátos igényeihez alkalmazkodó intenzív játékmódja miatt a hangszertetőre a hangszer védelme céljából „koptatót”, golpeadort ragasztanak.

## Flamenco és gitár
A flamenco a dal (cante), a tánc (baile) és a hangszeres játék, a gitározás (toque) hármasságára épül. Mégis a flamencót ma gyakran csak egyfajta virtuóz gitárjátékkal azonosítják, holott ez eredetileg elsődlegesen énekelt zene, ahol a tánc csak a dal természetes, ösztönös átélése, a gitárkíséret pedig ezek mellett harmadlagos, sőt elhagyható elem. De valóban igaz, hogy az idők során a gitár egyre fontosabbá vált a flamenco kísérőjeként, majd elég hamar megjelent a szóló flamencogitár-játék is, amely önálló zenei kifejezési móddá fejlődött.
Spanyolországban, Itáliában a 17. századtól a gitár a népszerű dalok, táncok gyakori kísérő hangszere volt a hivatásos és a műkedvelő zenélésben egyaránt. Ennek ellenére a flamenco kialakulásának korai szakaszában a hangszer alig játszott szerepet, egyszerűen meghaladta annak a társadalom perifériájára szorult – túlnyomóan cigányok alkotta – szubkultúrának az anyagi lehetőségeit, amelyből ez a zenei stílus kisarjadt. Ebben a korszakban a cigányok hagyományos dalaikat, a tonákat csak a palo seco, azaz tapssal, az asztallap ütögetésével kísérték, és ez a későbbiekben is a flamenco „hangszerelésének” fontos összetevője maradt. A flamenco egy változata, a cante jondo ma is ezt az előadásmódot idézi.
A gitárjáték az 1840-es években, nyugat-Andalúziában kezdett egyre szervesebben beépülni a flamenco előadásokba, egyidejűleg azzal a folyamattal, melynek során a műfaj egyre inkább nyilvános, professzionális művészi kifejezési formává vált. Ebben az időben jöttek létre a zenés kávéházak, café cantanték, melyek a flamenco előadások új színtereivé váltak, és amelyek közönsége új igényeket támasztva ösztönözte a műfaj fejlődését, kifinomultabbá válását. Ez egybeesett ugyanakkor a gitár spanyolországi népszerűségének felfutásával is.
A hagyomány szerint Maestro Patiño (Cádiz, 1829–1902) teremtette meg a flamencogitározás modern technikáját, de ő még a gitár szerepét kizárólag az ének kíséretében látta. Az első flamencogitáros, aki a gitárt szólóhangszerként használta, Paco el Barbero volt a 19. század vége felé. A szóló, koncertszerű flamencogitározás alapjait Ramón Montoya (Madrid, 1880–1949) fektette le, megnyitva az utat a későbbi nagyságok, Sabicas, Paco de Lucía, Tomatito és a többiek munkássága előtt.

## A flamencogitár
Napjaink spanyol gitárkészítői, manufaktúrái rendszerint két eltérő modellt és azok különböző árfekvésű változatait gyártják guitarra de concierto (vagy clásica) illetve guitarra de flamenco neveken. A flamencogitár tetőanyaga szinte mindig lucfenyő, oldala-háta ciprusfa, az olcsóbb változatokon jávorfa, „sicomoro”. Felépítése annyiban különbözik a klasszikus gitártól, hogy a hangszer teste kissé laposabb, a húrláb, a húrok fogólap fölötti elhelyezkedése alacsonyabb, a tetőt koptatólap védi. Néha a hangolófejen mechanikus húrgépek helyett fakulcsokat használnak. A flamencogitár-játék különleges hangszínét, hangzását ezeknek a tényezőknek, a klasszikustól eltérő építési anyagnak és konstrukciónak tulajdonítják.
A flamencogitár „feltalálójának” gyakran Antonio de Torres sevillai hangszerkészítőt tartják. Ebben annyi igazság van, hogy – bár az ő korában a flamencogitár fogalma még nem létezett – Torres hatása meghatározó volt e hangszerváltozat kifejlődésére. Ő volt az első gitárkészítő, akiben tudatosodott a hangszertetőnek a hang előállításában betöltött alapvető szerepe, és erre a felismerésre alapozva kezdett az igényesebb koncertgitár, a guitarra fina mellett szegényebb társadalmi rétegek számára is elérhető árú hangszereket készíteni úgy, hogy közben a minőséget ezeknél is magas szinten tartotta, szerkezeti újításait ezekben is alkalmazta. A ciprusfa könnyen hozzáférhető, gyorsan megmunkálható, tartós anyaga, a fakulcsok megfeleltek olcsó hangszerek készítésére, ezek alkalmazását nem valamiféle új hangzás megteremtése motiválta. Az egyszerű, de jó hangú gitárok hamar utat találhattak a flamenco zeneileg igényes, de nem tehetős korabeli előadóihoz, így a világos színű, dísztelen, fakulcsos gitár és a flamenco fogalma egyre szorosabban összefonódott.
A flamencogitár tökéletesítésében, ma ismert formájának, stílusának kifejlesztésében fontos szerep jutott később a gitárkészítés „madridi iskoláját” képviselő hangszerészeknek, mint José Ramírez I, Manuel Ramírez, Santos Hernández, Domingo Esteso, Marcelo Barbero.
Ma is vitatott kérdés, hogy a flamencogitár különleges hangzása milyen arányban adódik a hangszer építési anyagából, konstrukciójából, és mekkora ebben a zenész hozzájárulása, a sajátos megszólaltatási mód hatása. A flamencogitár perkusszív, „lövésszerű” – intenzív, de gyorsan lecsengő – hangját gyakran hozzák összefüggésbe azzal, hogy a klasszikus gitároknál hagyományosan alkalmazott paliszander helyett az oldalak és a hát ciprusfából, tehát könnyebb, puhább faanyagból készülnek, ráadásul a lucfenyő tetővel együtt gyakran nagyon vékonyra vannak kidolgozva. Ugyanezekkel a tényezőkkel, és a laposabb testtel szokás magyarázni azt, hogy a flamencogitár „hamarabb reagál” a húrok megpengetésére, mint a klasszikus. Ennek részben ellentmondani látszik az, hogy a hagyományos, ciprusfából készült „fehér flamencogitár”, a flamenco blanca mellett megjelent, és a zenészek körében kedvező fogadtatásra talált a flamenco negra, amelynek teste a klasszikus gitároknál megszokott sűrűbb, keményebb paliszanderfából készül.

## Játékmód
A flamencogitár hagyományos megszólaltatásakor a zenész széken ül, hangszerének alsó, kiszélesedő részét – a klasszikus gitár tartásától eltérően – a jobb combjára helyezi, ami azt eredményezi, hogy a jobb kéz játék közben kissé kifacsart, kényelmetlennek tűnő pozícióba kerül, a jobb felkar szinte vízszintes. A hangszer nyaka ferdén felfelé áll, a fogólap kifelé néz. A húrokat a zenész a húrláb közelében pengeti, a klasszikus gitározáshoz viszonyítva energikusabb, ütésszerűbb mozdulatokkal, inkább körömmel, mint ujjbeggyel. A jobb kéz jellegzetes mozdulata, a flamencogitározás fontos ritmikai összetevője a golpe, a hangszertető körömmel való megütése. A gitár vékony, puhafa tetejét emiatt kell kemény koptatólappal, golpeadorral védeni.
A flamencogitárosok elsősorban alapfekvésben játszanak, kihasználják az „üres” (lefogás nélkül, az alaphangján pengetett) húrok nyújtotta lehetőségeket. Az énekes hangfekvéséhez kapodaszter, cejilla használatával alkalmazkodnak, ami egy olyan eszköz, amely egy adott fekvésben az összes húrt leszorítva a gitár alaphangolását feljebb transzponálja.
A klasszikus gitártól örökölt játékmód és a flamenco sajátos zenei követelményei együttesen alakították ki a flamencogitározás különleges technikáját. A barokk gitárjátékban már alkalmazott, de a klasszikában elhagyott rasgueo, vagyis több húr egyidejű, ritmikus megpengetése, az előbbiekben már említett golpe, a gitár testének közvetlen megütése együtt a flamencogitárt – akkordkíséretet is adó – ütőhangszerré, ritmushangszerré változtatja. A hüvelykujj fontos szerepet tölt be a pengetésben, plektrumhoz hasonló módon, fel és lefelé irányuló mozgásával szólaltat meg egy vagy több húrt. Ennek a technikának a neve alzapúa (alzar = ’felemelni’; púa = ’pengető, plektrum’). Az intenzív hüvelykujj-technika lehetővé teszi azt is, hogy egy pengetésre a bal kéz több hangot is legatóban játsszon. A picado, gyors dallamoknak két ujj felváltva történő pengetésével való előadása a klasszikus gitározásból ered, de a flamencóban különlegesen virtuózzá válik.

## Külső hivatkozások
- Flamenco.lap.hu
- Flamencogitárral kapcsolatos anyagok (angolul)